# Райко Брежанчич
Райко Брежанчич (серб. Rajko Brežančić / Рајко Брежанчић, нар. 21 серпня 1989, Власениця) — сербський футболіст, захисник клубу «Раднички» (Белград).
Виступав, зокрема, за «Партизан» та «Уеску», а також молодіжну збірну Сербії.

## Клубна кар'єра
Народився 21 серпня 1989 року в місті Власениця. Розпочав займатись футболом у клубі «Раднички» (Нова Пазова), з якої 2012 року потрапив до академії «Партизану». 1 червня 2007 року підписав професійний контракт з «чорно-білими».
Для отримання ігрової практики Брежанчича здавали в оренду у нижчолігові клуби «Телеоптик» і «Бежанія», а потім повернувся в «Партизан» у січні 2009 року. 14 березня 2009 року дебютував за «Партизан» у матчі першості проти «Чукаричок» (2:0), вийшовши у стартовому складі і відігравши усі 90 хвилин. Всього у другій частині сезону 2008/09 він провів сім ігор чемпіонату і допоміг команді здобути «золотий дубль». У першій частині сезону 2009/10 він провів ще три матчі чемпіонату, після чого його знову віддали в оренду «Телеоптику» на другу половину сезону.
Влітку 2010 року підписав контракт з «Металацем». За команду до кінця року зіграв лише сім ігор Суперліги, тому на весняну частину сезону був відданий в оренду в «Бежанію». Влітку 2011 року він підписав повноцінний контракт з цим клубом і наступні два сезони провів там, виступаючи в Першій лізі Сербії.
Влітку 2013 року перебрався до столичного вищолігового клубу «Чукарички». У сезоні 2013/14 він провів 29 ігор Суперліги, а в наступному сезоні зіграв стільки ж ігор і допоміг команді досягнути історичного успіху — вигравши Кубок Сербії і увійшов до символічної збірної Суперліги сезону 2014/15. Наступний сезон 2015/16 Брежанчич також починав у «Чукаричках» і провів три матчі в чемпіонаті, але на початку серпня 2015 року підписав трирічний контракт із нідерландським АЗ. 12 вересня 2015 року Брежанчич дебютував у Ередивізі матчі проти «Де Графсгапа» (3:1), вийшовши в основі і забив свій перший гол за клуб на 13 хвилині. Тим не менш серб провів у сезоні 2015/16 за клуб лише вісім ігор чемпіонату, і ще по дві гри в Кубку та Лізі Європи.
29 серпня 2016 року його контракт було розірвано, і в той же день Брежанчич уклав угоду на один рік з опцією продовження ще на два сезони в іспанську «Уеску» з Сегунди. У сезоні 2017/18 він провів 30 матчів у чемпіонаті і допоміг клубу вперше в історії вийти до Ла Ліги. 11 листопада 2018 року Брежанчич дебютував у вищому іспанському дивізіоні в грі проти «Алавесу» 1:2, замінивши травмованого Пабло Інсуа, але цей матч так і залишився єдиним для гравця. В результаті 31 січня 2019 року Брежанчич розірвав контракт з «Уескою» і підписав 18-місячний контракт з «Малагою», але так за цю команду і не провів жодної хвилини.
21 червня 2019 року Брежанчич підписав трирічний контракт з «Партизаном», повернувшись у рідний клуб через дев'ять років. Він провів 16 матчів у всіх змаганнях у своєму першому сезоні, забивши гол у виїзній нічиїй проти «Напредака» з Крушеваца (2:2). Однак після призначення Александра Станоєвича на посаду тренера у вересні 2020 року Брежанчич втратив місце в команді і зіграв лише в двох офіційних матчах за останні два сезони.
До складу клубу «Раднички» (Белград) з Першої сербської ліги приєднався влітку 2022 року. Станом на 22 лютого 2023 року відіграв за команду з Белграда 8 матчів в національному чемпіонаті.

## Виступи за збірні
2005 року дебютував у складі юнацької збірної Сербії і Чорногорії (U-17), з якою наступного року був учасником чемпіонату Європи серед юнаків до 17 років у Люксембурзі, де балканці не вийшли з групи. Після розпаду Сербії і Чорногорії грав за новостворену юнацьку збірну Сербії до 19 та 20 років і з останньою брав участь у Катарському міжнародному турнірі дружби. Загалом на юнацькому рівні взяв участь у 10 іграх.
У складі молодіжної збірної Сербії дебютував 7 червня 2009 року в товариському матчі проти Македонії, в якому Сербія перемогла з рахунком 4:1. Був у заявці на молодіжному чемпіонаті Європи 2009 року в Швеції, але не зіграв на чемпіонаті жодного матчу, а серби не вийшли з групи. Другий матч за молодіжну збірну провів 11 серпня 2009 року в товариському матчі проти Ізраїлю, який Сербія перемогла з рахунком 1:0. Свій третій і останній матч за молодіжну збірну провів 26 травня 2010 року в товариському матчі проти Румунії (1:3).

## Досягнення
- Чемпіон Сербії: 2008/09
- Володар Кубка Сербії: 2008/09, 2014/15

### Індивідуальні
- У символічній збірній Суперліги Сербії: 2014/15